# Léo Pons
Léo Pons, né le 4 octobre 1996 à Aurillac, est un réalisateur français.
Il est surtout connu pour être le réalisateur de films à succès promouvant le Cantal, notamment Le Hobbit : Le Retour du roi du Cantal, un long métrage parodique adapté des romans de J. R. R. Tolkien et des films de Peter Jackson,, ou encore Le Buron, un thriller de 23 minutes tourné dans le Cantal où se mêlent légendes locales et histoire, pour lequel il a reçu plusieurs prix, dont le prix du meilleur thriller et le prix de la meilleure mise en scène au Festival du Film de Los Angeles.
En parallèle de son activité de réalisateur, Léo Pons suit des études de communication à Sciences-Po Bordeaux, dont il sort diplômé d'un Master en communication politique en 2019.
Lors des élections municipales de mars 2020, Léo Pons est élu Maire-Adjoint de la commune d'Arpajon-sur-Cère, dans le Cantal.

## Biographie
Léo Pons est né à Aurillac, le 4 octobre 1996. Il se passionne très tôt pour les nouvelles technologies et le cinéma, et commence à réaliser des vidéos à l’âge de 16 ans, en autodidacte. Il suit des études de communication.
Réalisateur engagé dans la promotion du département du Cantal, Léo Pons a réalisé Le Hobbit : Le Retour du roi du Cantal qui rencontre un grand succès sur internet, et qui lui permettent de bénéficier de nombreuses retombées dans la presse nationale, et internationale , jusqu'à être relayé par Elijah Wood acteur vedette de la trilogie du Seigneur des Anneaux .
Le 1er janvier 2016, il est élu personnalité auvergnate de l'année 2015 par les lecteurs de La Montagne, devant le cycliste Romain Bardet, l'athlète Renaud Lavillenie et le joueur de l'ASM Jamie Cudmore.
En 2016, Léo Pons réalise le court-métrage CHUT! pour dénoncer les violences conjugales. Le film est diffusé en avant-première dans plusieurs salles de cinéma du Cantal le 24 novembre 2016.
En 2017, il réalise le court-métrage L'étrange journée de Monsieur Goodman, tourné à Aurillac, avec Guy Chapellier dans le rôle du narrateur. Le film est mis en ligne en janvier 2018.

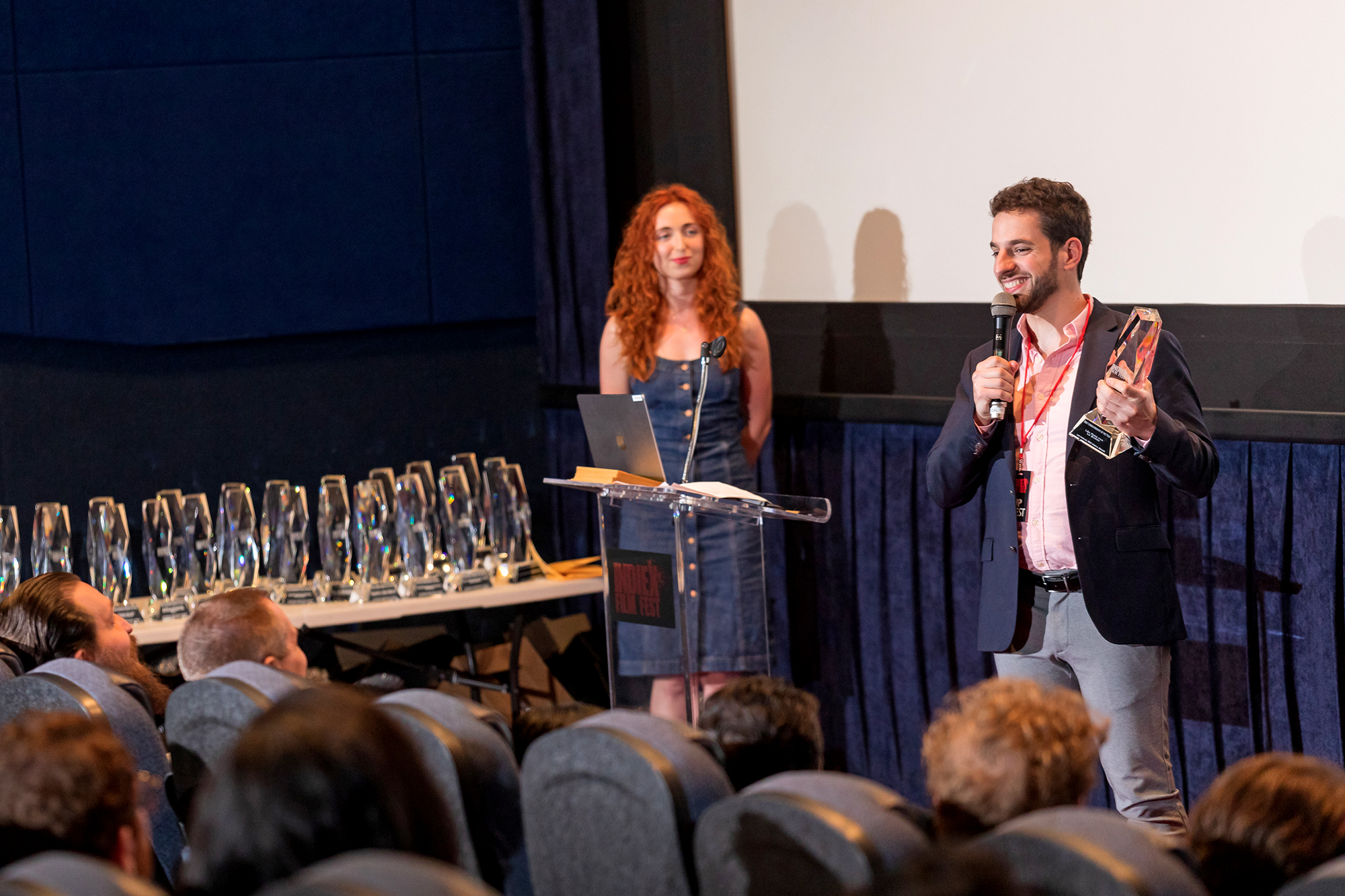
Léo Pons reçoit un prix au Festival du Film de Los Angeles.

En décembre 2019, Léo Pons débute le tournage de son nouveau film intitulé Le Buron, un thriller fantastique avec Antoine Tomé et David Levadoux qui se déroule dans les montagnes du Cantal durant la seconde guerre mondiale. Le tournage se termine en août 2020. En novembre 2021, une avant-première du film est organisée à Aurillac au cinéma Le Cristal. De janvier à juillet 2022, une quarantaine de projections du film sont organisées dans plusieurs communes du Cantal. En septembre 2022, le film bénéficie d'une projection privée dans une salle du cinéma Le Grand Rex à Paris. Le Buron est finalemement mis en ligne sur Youtube au mois d'octobre 2022.
Le 6 mai 2023, Léo Pons est doublement primé au IndieX Film Fest pour son film Le Buron où il obtient le prix du meilleur thriller et de la meilleure mise en scène. 
Le 6 janvier 2025, Léo Pons dévoile sur les réseaux sociaux le titre de son prochain film, Les Egarés, dont le tournage est prévu pour la fin d'année 2025.  

## Filmographie
- 2014 : Le Hobbit : Les Origines du Cantal
- 2015 : Le Hobbit : Le Retour du roi du Cantal
- 2016 : Chut!
- 2018 : L'Étrange Journée de Monsieur Goodman
- 2022 : Le Buron
- 2026 : Les Egarés